# Gloeomargarita
Gloeomargarita es una cianobacteria en forma de bacilo, unicelular, gramnegativo, con metabolismo fotoautótrofo oxigénico y motilidad deslizante. Se aisló por primera vez en 2007 a partir de muestras tomadas de la laguna alcalina de Alchichica (México). Estas muestras se mantuvieron en un acuario de laboratorio, aislándose de una biopelícula y se le denominó Gloeomargarita lithophora. Contienen clorofila a, ficocianina y tilacoides fotosintéticos ubicados periféricamente. Las células son de 1.1 μm de ancho y 3.9 μm de largo en promedio. El crecimiento se produjo tanto en medios de crecimiento BG-11 líquidos como sólidos, así como en agua alcalina. La temperatura óptima de crecimiento es de 25 °C y el pH óptimo de crecimiento es de 8-8.5.
El análisis filogenético basado en proteínas plastidiales, ha revelado que conformaría un grupo independiente de las demás cianobacterias denominado Gloeomargaritales; grupo que formaría un clado hermano de los plastos de las plantas (clado Archaeplastida), lo que tiene grandes implicaciones evolutivas, porque significaría que la primera célula vegetal, la microalga primigenia, sería producto de la simbiogénesis entre un protozoo huésped del clado Corticata y una cianobacteria endosimbionte del clado Gloeomargaritales. 